# Харрисон, Кендра
Кендра (Кени) Харрисон (англ. Kendra "Keni" Harrison, род. 18 сентября 1992 года) — американская легкоатлетка, специализируется в барьерном беге. Экс-рекордсменка мира в дисциплине 100 метров с барьерами в 2016—2022 годах (12,20 сек).

## Биография
Выросла в приёмной семье, в которой было 11 детей, 9 из которых также как и Кендра были приёмными. Приёмные дети были разных национальностей, это корейцы, боливийцы, а также белые и афроамериканцы. Её приёмные родители Гари и Кэрон Харрисон были военными, они служили в ВМС США, Гари был пилотом, а Кэрон физиотерапевтом. После ухода со службы семья поселилась в Клейтоне, штат Северная Каролина.

## Спортивная карьера
С 2010 года выступает на студенческих соревнованиях национального уровня. В 2012 году пыталась пробиться в Олимпийскую сборную, однако на чемпионате США не смогла пройти дальше четвертьфинала и в итоге не смогла попасть на Олимпиаду. 
На чемпионате мира 2015 года в Пекине дошла до полуфинала, в котором её дисквалифицировали за фальстарт.
22 июля 2016 года на этапе Бриллиантовой лиги Sainsbury's Anniversary Games установила мировой рекорд на дистанции 100 метров с барьерами — 12,20. Она побила один из самых старых мировых рекордов в лёгкой атлетике, державшийся с 1988 года. Тем не менее, на отборочном турнире Кендра в финале показала 12.62, оказалась за чертой призёров и на Олимпийские игры не попала. Тот финал на 100 м с/б чемпионата США оказался исключительно сильным и победительница Брианна Роллинс показала 12.34. Она впоследствии выиграла 100 м с/б в Рио..
В 2023 году на чемпионате мира по лёгкой атлетикев Будапеште Кендра выиграла бронзу в беге на 100 метров с барьерами с результатом 12,46 секунды.